# Саломон Калу
Саломон Арман Маглоар Калу (фр. Salomon Armand Magloire Kalou; Уме, 5. август 1985) је фудбалер Обале Слоноваче који тренутно наступа за Херту Берлин.

## Клупска каријера
Каријеру је започео 2002. у АСЕК Мимозасу. Пре него што је дошао у Челси био је члан Фајенорд од 2003. до 2006. године, када је и прешао у Лондонски клуб.

## Репрезентативна каријера
Због тога што нису хтели да га позову у репрезентацију, Калу је 2003. отишао у Фајенорд где је неколико пута тражио држављанство Холандије, али су га одбили. То је био и разлог одласка у Лондон.
Иако су фудбалски савез Обале Слововаче били узбуњени због молбе за држављанство Холандије, после неколико неуспешних покушаја Калу је ипак одустао од тражења држављанства. После неуспешних покушаја за добијање држављанства отишао у Челси. За репрезентацију Обале Словноваче је дебитовао 6. фебруара 2007. против фудбалске репрезентације Гвинеје. Први гол је дао 21. марта 2007. против Маурицијуса.

## Трофеји
Челси
- Премијер лига: 2009/10.[3]
- ФА куп: 2006/07, 2008/09, 2009/10, 2011/12.
- Лига куп: 2006/07.
- ФА Комјунити шилд: 2009.
- УЕФА Лига шампиона: 2011/12.

Обала Слоноваче
- Афрички куп нација: 2015.